# Lemiox
Lemiox је род слатководних шкољки из породице Unionidae, речне шкољке.

## Врсте
Врсте у оквиру рода Lemiox:
- Lemiox minima (Warren, 1926)
- Lemiox rimosus (Rafinesque, 1831) (birdwing pearly mussel)

## Синоними
- Conradilla ,[3] Ortmann, 1921